# 阿斯蒂帕莱阿
阿斯蒂帕莱阿（希臘語：Αστυπάλαια），是希腊南愛琴大區卡利姆诺斯专区的市镇。行政中心为阿斯蒂帕莱阿村。市镇面积为114.1平方公里，2021年人口数量为1,376人。
阿斯蒂帕莱阿市镇包括阿斯蒂帕莱阿岛及诸多小岛（如錫爾納島、扎福拉斯島）。